# 6739 Tärendö
6739 Tärendö è un asteroide della fascia principale. Scoperto nel 1993, presenta un'orbita caratterizzata da un semiasse maggiore pari a 3,2300842 UA e da un'eccentricità di 0,1209900, inclinata di 2,46350° rispetto all'eclittica.